# Olga Sozanská
Olga Sozanská, roz. Janovská (* 28. května 1947 Praha), je česká psycholožka, vysokoškolská pedagožka, spoluzakladatelka a odborná konzultantka Centra pro dobrovolnictví Hestia, předsedkyně spolku Symposion – FP. Jejím manželem je výtvarník Jiří Sozanský.

## Život
Olga Sozanská se narodila po válce v Praze jako mladší ze dvou sourozenců. Jejím bratrem je fotograf Alexandr Janovský. Matka pocházela z rodiny venkovských statkářů, otec z rodiny ruského legionáře z Charkova. Před válkou vystudoval obchodní akademii a za války, aby se vyhnul totálnímu nasazení, nastoupil k policii. Po válce pracoval na hospodářské kriminálce, ale roku 1948 odmítl vstoupit do komunistické strany a celá rodina byla vystěhována z vinohradského bytu do rekreační chaty na venkově, kterou komunisté konfiskovali rodině předválečného živnostníka. Otec odtud dojížděl do Prahy, kde pracoval v továrně. Roku 1953 se otci podařilo získat úřednické místo, zdržoval se v Praze a rodiče Olgy se brzy nato rozvedli. Vyrůstala pak pouze s matkou do roku 1956, než se matka podruhé vdala. Nevlastní otec byl politický vězeň propuštěný z uranových dolů na podmínku. Krátce po svatbě získal jednopokojový byt v Praze a rodina se tam přestěhovala.
Roku 1965 maturovala na gymnáziu v Mělníku. V osmnácti letech se vdala za fotografa Otakara Pajera (vnuka kameramana Jana Rotha) a spolu s fotografem Alanem Pajerem žili na chatě v pohraničí. Roku 1966 se tam manželům narodila dcera Monika. Během studia biologie a pedagogiky na Pedagogické fakultě UK byla Olga roku 1968 zvolena do nově založené Akademické rady studentů, ale roku 1970 podruhé otěhotněla. Studia dokončila roku 1972. V letech 1974–1979 vystudovala Filozofickou fakultu UK, obor psychologie. Doktorát z psychologie získala v roce 1985, absolvovala výcvik skupinové psychoterapie SUR, postgraduál na FF UK Manželské poradenství a další odborné kurzy a výcviky.
Jako psycholožka pracovala v Poradně pro rodinu a roku 1989 souběžně spolu s Ivanem Vyskočilem vyučovala psychologii na DAMU. S Otou Pajerem se rozvedli roku 1985. V témže roce ji oslovil Jiří Sozanský, aby se jako psycholožka podílela na jeho akci na téma Orwellova románu 1984 ve vyhořelém Veletržním paláci. Roku 1988 se za Jiřího Sozanského provdala.
Roku 1992 založila spolu se svým mužem a s historikem umění a rektorem AVU Jiřím T. Kotalíkem spolek (původně nadaci, později občanské sdružení) Symposion zaměřený na podporu kulturních projektů. V Symposionu produkčně zajišťovala více než osmdesát národních i mezinárodních projektů.
V 90. letech absolvovala dvouletý kurs Management neziskového sektoru na FF UK. Během války v Bosně a Hercegovině organizovala sbírky na pomoc Sarajevu a produkčně zajišťovala spolu s Člověkem v tísni řadu výstav a kulturních projektů v Sarajevu, Tuzle a Mostaru. Roku 1995 byla opakovaně díky stipendiu Open Society Fund na studijním pobytu v USA zaměřeném na dobrovolnictví. Roku 1993 založila s psychology Petrem Smolkou a Jiřím Tošnerem občanské sdružení Hestia, zaměřené na vzdělávání v oblasti sociální práce a dobrovolnictví. Působila jako předsedkyně sdružení Hestia a jako viceprezidentka European Volunteer Centre v Bruselu. Hestia po jedenáct let pořádala spolu s Klubem UNESCO v Kroměříži konference s ústředním tématem dobrovolnictví.
Se spolkem Symposion – FP dlouhodobě spolupracuje mecenáš Pavel Faiereisl, který roku 2006 založil o.p.s. Etela, kde Olga Sozanská působí jako odborný garant. Etela pomáhá dětem se zdravotním nebo sociálním handicapem. Pavel Faiereisl se spolu se Symposion podílí na Mezinárodním projektu proti totalitě, festivalu Mene Tekel. V rámci festivalu založil ocenění Fragmenty paměti, které formou stipendia odměňuje osobnosti s nezpochybnitelným mravním kreditem a mimořádným tvůrčím přesahem.
Olga Sozanská se 70. a 80 letech pohybovala v disentu, opisovala samizdatovou literaturu, rozšiřovala Chartu 77 a podpisy nových signatářů předávala Rudolfu Kučerovi. Po roce 2019 obdržela Osvědčení účastníka odboje a odporu proti komunismu.